# Doxocalia tenuipes
Doxocalia tenuipes är en skalbaggsart som beskrevs av Moser 1917. Doxocalia tenuipes ingår i släktet Doxocalia och familjen Melolonthidae. Inga underarter finns listade i Catalogue of Life.